# Giáo hoàng Gêlasiô II
Gêlasiô II (Latinh: Gelasius II) là người kế nhiệm Giáo hoàng Pascalê II sau khi vị giáo hoàng này bị đi đày.
Theo niên giám tòa thánh năm 1806 thì ông đắc cử Giáo hoàng năm 1118 và ở ngôi Giáo hoàng trong 1 năm 5 ngày. Niên giám tòa thánh năm 2003 xác định ông đắc cử Giáo hoàng vào ngày 24 tháng 1 năm 1118, ngày khai mạc chức vụ mục tử đoàn chiên chúa là ngày 10 tháng 3 năm 1118 và qua đời ngày 28 tháng 1 năm 1119.
Giáo hoàng Gelasius II sinh tại Gaeta, Latium, Ý với tên là Giovanni Coninlo hay de Gaète.
Triều đại Giáo hoàng của ông ngắn ngủi và ê chề đau khổ. Vừa mới nhậm chức ông bị phe phái của Henry V do Cencio Frangipane cầm đầu tấn công Đền thờ Lateranus. Một lần nữa Henry V bị vạ tuyệt thông, trong khi đó, ông này lại bổ nhiệm một phản Giáo hoàng (anti-pope) thứ năm là Gregorius VIII, 8-3-1118 - 1121.
Gelasius II phải nghe theo ông này trốn đến Gaète rồi qua Pháp ở tu viện Cluny, ông ở đây cho đến khi qua đời. Phần mộ của ông đã bị làm uế tạp trong cuộc Cách mạng Pháp.